# アレクサンドル・ミン
アレクサンドル・パブロビッチ・ミン（Александр Павлович Мин；1915年12月15日 - 1944年7月9日）は、ソビエト連邦の軍人。最終階級は大尉。高麗人（在ソ朝鮮人）唯一のソ連邦英雄。

## 経歴
沿海地方シュコートヴォ地区チェルサンドン村に生まれる。1933年～1937年、極東国立大学の予科で学んだ後、ロシア語教師として働く。1937年、家族と共にカザフスタンに追放。アラル(アラリスク)市漁業総局の簿記として働いた後、サラトフ財政・金融・経済大学で学ぶ。
1941年5月、赤軍に召集。建設大隊に勤務し、モスクワ防衛に参加。1942年秋、ブリャンスク戦線第13軍附属少尉課程を修了。第132狙撃師団第605狙撃連隊第1狙撃大隊の副官として勤務。
1944年1月、同師団第605狙撃連隊の大隊長に任命。1944年7月4日～5日、バグラチオン作戦におけるコヴェリ市の戦いにおいて、ミン大尉の大隊は、敵の逆襲を5度撃退し、退却する敵を追撃し、スタールイエ・カシルイ村を奪取した。
1944年7月9日、パリドゥブイ村地区の敵戦線突破の際に戦死。ヴォルイニ州トゥリースキー地区ルコフ町の無名戦士の墓に埋葬。
1945年3月24日、ソ連邦英雄の称号を授与。

## 顕彰
ソ連邦英雄。レーニン勲章、アレクサンドル・ネフスキー勲章、二等祖国戦争勲章、赤星勲章を受章。
カザフスタン共和国タラズ州ロヴノエ村の中学校に、彼の胸像が建てられた。タシケントの通り、アクルガン市（ウズベキスタン共和国）の公園には、彼の名前が付けられた。